# 인천지방해양안전심판원
인천지방해양안전심판원(仁川地方海洋安全審判院, Incheon Regional Maritime Safety Tribunal)은 중앙해양안전심판원의 소속기관이다. 1999년 8월 6일 발족하였으며, 인천광역시 중구 자유공원서로 57번지에 위치한다. 원장은 고위공무원단 나등급에 속하는 임기제 일반직공무원으로 보한다.

## 연혁
- 1962년 9월 20일: 중앙해난심판위원회 소속으로 인천지방해난심판위원회 설치.
- 1971년 6월 28일: 중앙해난심판원 소속 인천지방해난심판원으로 개편.
- 1999년 8월 6일: 중앙해양안전심판원 소속 인천지방해양안전심판원으로 개편.

## 관할구역
대한민국 국내
- 전라남도와 전라북도의 해안 경계[1]로부터 북위 35도25분42초, 동경 126도26분00초를 지나 진방위 270도로 중국의 해안까지 그은 선 이북의 영해
- 서울특별시
- 인천광역시
- 세종특별자치시
- 경기도
- 충청북도
- 충청남도
- 전라북도
- 황해도
- 평안남도
- 평안북도

대한민국 국외
- 전라남도와 전라북도의 해안 경계로부터 북위 35도25분42초, 동경 126도26분00초를 지나 진방위 270도로 중국의 해안까지 그은 선 이북의 한반도 해안과 중국의 해안 및 앞의 선을 연결한 선으로 둘러싸인 수역 중 국외의 수역과 이에 접속된 하천에서 발생한 사건
- 동은 동경 150도, 서는 동경 060도의 자오선 사이의 수역과 이에 접속된 하천에서 발생한 사건[2]

## 조직

### 원장
- 심판관실[3]
- 조사관실[4]